# Pseudosesia opalescens
Pseudosesia opalescens is een vlinder uit de familie wespvlinders (Sesiidae), onderfamilie Sesiinae.
Pseudosesia opalescens is voor het eerst wetenschappelijk beschreven door Hampson in 1919. De soort komt voor in het Oriëntaals gebied.